# (12576) Oresme
(12576) Oresme  es un asteroide perteneciente al cinturón de asteroides, descubierto el 5 de septiembre de 1999 por Paul G. Comba desde el Observatorio de Prescott, en Arizona, Estados Unidos.

## Designación y nombre
Oresme se designó inicialmente como 1999 RP1.
Más adelante fue nombrado en honor al obispo y científico medieval francés  Nicolás Oresme (c. 1323-1382).

## Características orbitales
Oresme orbita a una distancia media del Sol de 2,6363 ua, pudiendo acercarse hasta 2,4525 ua y alejarse hasta 2,8200 ua. Tiene una excentricidad de 0,0696 y una inclinación orbital de 3,9401° grados. Emplea en completar una órbita alrededor del Sol 1563 días.

## Características físicas
Su magnitud absoluta es 14,2. Tiene 5,001 km de diámetro. Su albedo se estima en 0,177.